# 约翰·莫顿 (红衣主教)
约翰·莫顿（John Morton；约1420年—1500年9月15日）是一位英格兰主教，1486年至去世担任坎特伯雷大主教，1487年起担任英格兰大法官，1493年升为红衣主教。

## 生平
他出生于多塞特郡的米尔伯恩圣安德鲁（Milborne St Andrew），可能曾就读于牛津大学贝利奥尔学院。1448年毕业后，他在教会法院任职。1453年，他成为谢林福德（伯克郡）的教区牧师。 1458 年，他成为萨鲁姆 (Sarum) 的荣誉教士，担任圣邓斯坦 (St. Dunstan) 的教区牧师。1458年，他成为政府律师，并起草了针对约克公爵理查德的剥夺公民权法案（Bill of Attainder）。他在陶顿战役后被捕，但得以逃脱并流亡法国。在流亡的政府中，他担任亨利六世的掌玺大臣，进入鲁汶大学学习神学并于1469年毕业。
他于1470年返回英格兰，但在解救亨利六世失败、亨利六世被谋杀后，他与爱德华四世和解。他于1471年7月获得皇家赦免，并于圣米迦勒节成为大法官法庭院长，次年3月成为主事官。随后，他在教会中的地位也得到提升，1474年成为温彻斯特副主教和大主教法庭法官（Dean of the Arches），1476年成为伯克郡副主教，1477年的诺福克副主教。
1477年2月，爱德华四世派他与约翰·多恩爵士一同出使法国。1478年，在短暂地担任一段时间莱斯特副主教后，他于1478年8月8日被爱德华国王任命为伊利主教，1479年1月31日晋牧。
1478年至1483年间，他重修了主教官邸威兹比奇城堡。他还在剑桥郡修造过名为“Morton's Leam”的排水渠。
莫顿是理查三世的主要政敌，在后者当权后曾被囚禁于布雷肯诺克城堡。都铎王朝建立后，亨利七世在1486年10月6日任命他坎特伯雷大主教，1487年任命他为英格兰大法官。1493年，他被罗马教皇亚历山大六世任命为圣亚纳大西亚圣殿红衣主教。
作为大法官，莫顿的任务是补充被爱德华四世耗尽的皇室财富。到亨利七世统治末期，由埃德蒙·达德利和理查德·恩普森执行的莫顿的税务政策使得国库再次充盈起来。其政策在后世被称为“莫顿的叉子”（Morton's fork）。
莫顿于1500年9月15日在肯特郡的诺尔庄园去世，其墓碑位于坎特伯雷大教堂地下圣堂的东南角。他的遗体埋在地下圣堂的圣母玛利亚礼拜堂中。